# Tycherus montivagator
Tycherus montivagator är en stekelart som beskrevs av Bauer 2001. Tycherus montivagator ingår i släktet Tycherus och familjen brokparasitsteklar. Inga underarter finns listade i Catalogue of Life.